# Передача части Монастырщинского района в состав Белорусской ССР
Передача части Монастырщинского района Смоленской области из состава РСФСР в состав Белорусской ССР была осуществлена на основании указа Президиума Верховного Совета СССР от 17 ноября 1964 года. В результате территория Белорусской ССР увеличилась на 0,01 %.

## Предыстория
В 1963 году Хиславичский район Смоленской области был присоединен к Монастырщинскому району. Жители сёл бывшего Хиславичского района, сопредельных с БССР, недовольные тем, что новый районный центр расположен значительно дальше от них (около 60 км вместо прежних 30 км), обратились к советскому правительству с просьбой присоединить их к Мстиславскому району, административный центр которого, город Мстиславль, находился всего в 10 км.
8 октября 1964 года Президиум Верховного Совета БССР принял указ «О частичном изменении границы между Белорусской ССР и РСФСР», в котором постановил:

 «Согласиться с предложением Президиума Верховного Совета РСФСР о передаче населённых пунктов Браги, Коськово, Конюхово, Ослянка, Новая Шматовка, Старая Шматовка и Северное Белищино с общей земельной площадью 2256 гектаров из состава Монастырщинского сельского района Смоленской области в состав Мстиславского района Могилёвской области».

## Указ Президиума Верховного Совета СССР от 17 ноября 1964 года
17 ноября 1964 года Президиум Верховного Совета СССР издал Указ «О передаче части территории Мазыкинского сельсовета из Смоленской области РСФСР в Могилёвскую область Белорусской ССР и в связи с этим частичным изменением границы между РСФСР и Белорусской ССР», которым было утверждено совместное решение Президиумов Верховных Советов РСФСР и Белорусской ССР о передаче территории в состав Белорусской ССР.
Описание участка изменённой границы между Монастырщинским районом Смоленской области РСФСР и Мстиславским районом Могилёвской области Белорусской ССР:

Линия изменённой границы между Монастырщинским районом Смоленской области РСФСР и Мстиславским районом Могилевской области Белорусской ССР берёт свое начало от существующей линии межреспубликанской границы в 500 метрах южнее населенного пункта Каськово, откуда идет на восток до реки Сож, затем по реке Сож до населённого пункта Бахаревка, где поворачивает на северо-запад и идёт до пересечения реки Ослянка с шоссейной дорогой, ведущей в город Мстиславль. Затем линия границы идёт в северном направлении по суходолу, огибая с восточной и северной стороны, на расстоянии около 1,5 км, населённый пункт Браги, далее в западном направлении севернее населённого пункта Старая Шматовка до населённого пункта Северное Белищино, огибая его с северной стороны, и выходит между населёнными пунктами Бизюки и Южное Белищино на линию существующей межреспубликанской границы.